# Dörbet
Le dörbet (en mongol, дөрвөд) est un dialecte  mongol de l'oïrate parlé dans l'Ouest de la Mongolie, principalement par les Dörbets. 
Le dörbet est aussi parlé dans l'Est de la Kalmoukie, en Russie.

## Phonétique historique
Le tableau suivant montre les particularités du dörbet de Mongolie par rapport à l'oïrate littéraire.
| dörbet            | oïrate littéraire | mongol littéraire |                |
| ----------------- | ----------------- | ----------------- | -------------- |
| mɑnʊːl            | manūl             | manuul            | chat sauvage   |
| æmʲsxælæx         |                   | amisqulaqu        | respirer       |
| nɔxɑː             | noχoi             | noqai             | chien          |
| møsyn             | mösön             | mösü(n)           | glace          |
| dzɔwɑːnɑ          | zobō-             | jobaγa-           | torturer       |
| tsetseg           | ceceq             | čečeg             | fleur          |
| mɑŋnɑː            | mangnai           | manglai           | front; éminent |
| nʲʊlmʊs ~ nʊlʲmʊs | nilbüsün          | nilbusu(n)        | larme          |
| elʤigin           | eljige            | eljige(n)         | âne            |
| ʤiŋkxen           |                   | jingkini          | véritable      |
| ɢɑlʣʊː            | γalzuu            | γaljaγu           | fou, enragé    |